# Sphecodes maetai
Sphecodes maetai är en biart som beskrevs av Kazuhiko Tsuneki 1984. Sphecodes maetai ingår i släktet blodbin, och familjen vägbin. Inga underarter finns listade i Catalogue of Life.